# Steril

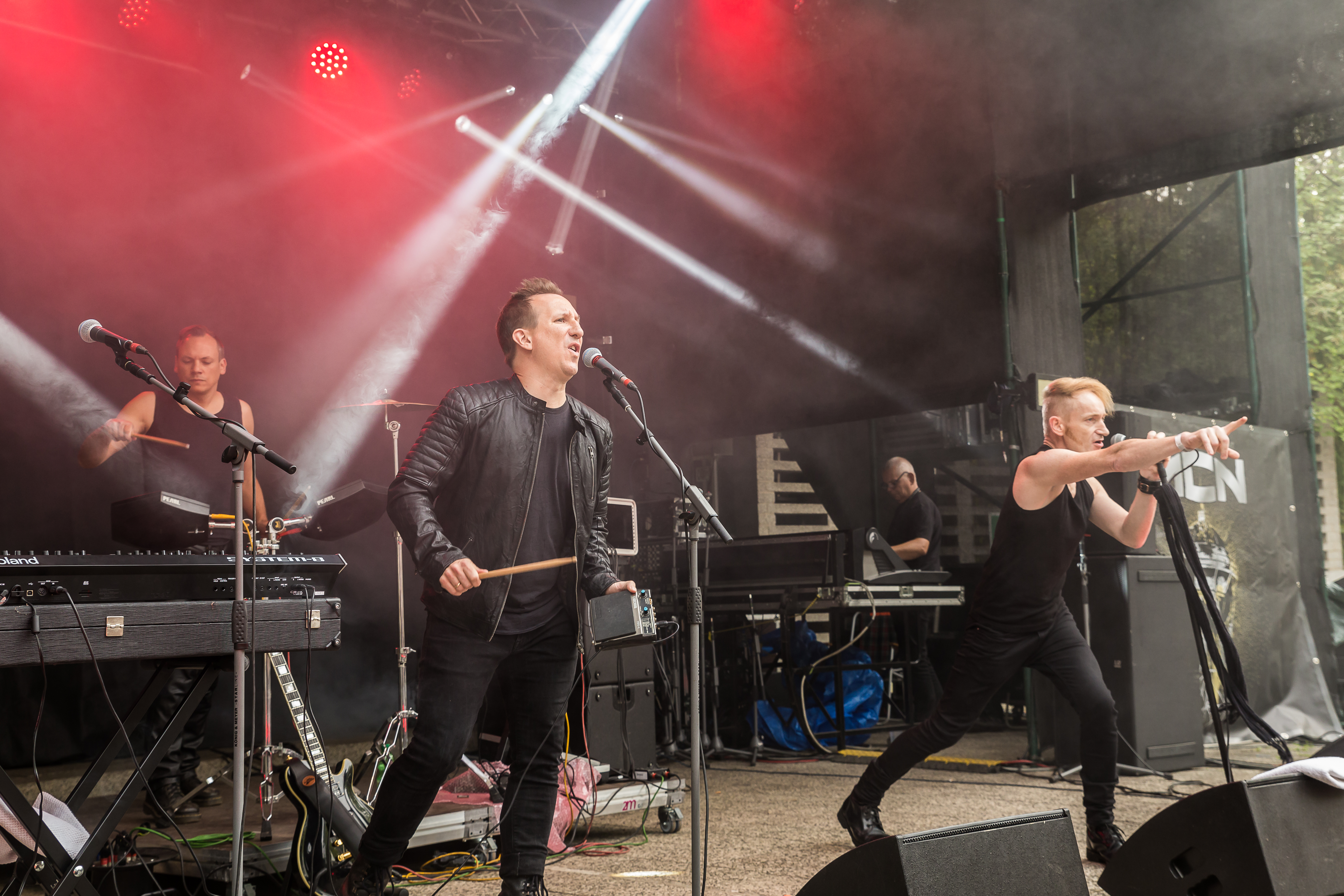
Steril Nocturnal Cultura Noite

Steril é uma banda alemã de música electro-industrial/alternativa criada em 1990 em Oldenburg. Juntamente com outras bandas, como a Front Line Assembly, Project Pitchfork e Download, Steril tornou a gravadora Off Beat Label na maior gravadora independente para música eletrônica da Alemanha.

## Composição
- Mähne Meenen (Vocal)
- Axel Tasler (Guitarra e Programação)
- Jan Wilking (Teclado e Programação)

## Discografia
- Realism (2006)
- 400 Years of Electronic Music (2006)
- Purification (2003)
- Venustrap (1996)
- Egoism (1994)
- Transmission Pervous (1993)